# Port lotniczy Irkuck
Aeroport – Irkuck (ros. Аэропорт-Иркутск) – port lotniczy w Irkucku, w Rosji (obwód irkucki). Położone w odległości 8 km od centrum miasta. Największy port lotniczy wschodniej Syberii.
Ze względu na bliskość Zbiornika Angarskiego, port lotniczy ma szczególny mikroklimat. Występowanie mgły jest powszechne przez cały rok. Lotnisko jest często zamknięte z powodu złych warunków atmosferycznych, Port lotniczy Brack służy jako lotnisko zapasowe. W nagłych przypadkach, jak w lecie 2006, kiedy pas startowy został zamknięty po katastrofie samolotu S7, samoloty mogą być kierowane na pas startowy w pobliżu zakładów lotniczych Irkut, gdzie są produkowane myśliwce Suchoj i Be-200.
Od listopada 2006 r. trwają przygotowania do przeniesienia lotniska do miejscowości Kliuczewka, około 24 km od miasta Angarsk.

## Linie lotnicze i połączenia
| Linia lotnicza          | Kierunek |
| ----------------------- | --- |
| Aerofłot                | 1. Bangkok-Suvarnabhumi 2. Pekin-Daxing 3. Harbin 4. Moskwa-Szeremietiewo 5. Phuket |
| Ałrosa                  | 1. Mirny 2. Nowosybirsk |
| Angara Airlines         | 1. Bodajbo 2. Brack 3. Czyta 4. Jerbogaczon 5. Kireńsk 6. Niżnieangarsk 7. Olokminsk 8. Ust´-Kut |
| Aurora                  | 1. Chabarowsk |
| Avia Traffic Company    | 1. Osz |
| Azur Air                | Sezonowe czartery: 1. Nha Trang 2. Pattaya 3. Phuket |
| Hainan Airlines         | 1. Pekin |
| Ikar                    | Sezonowe czartery: 1. Phuket |
| IrAero                  | 1. Błagowieszczeńsk 2. Bodaybo 3. Czyta 4. Hanoi 5. Harbin 6. Chabarowsk 7. Krasnojarsk 8. Leńsk 9. Mama 10. Manzhouli 11. Mirny 12. Nieriungri 13. Niżnieangarsk 14. Nowosybirsk 15. Olokminsk 16. Polarny 17. Talakan 18. Ułan Bator 19. Ułan Ude 20. Ust´-Kut 21. Władywostok 22. Jakuck |
| Izhavia                 | 1. Iżewsk |
| KrasAvia                | 1. Krasnojarsk |
| NordStar                | 1. Krasnojarsk 2. Omsk 3. Ufa |
| Nordwind Airlines       | 1. Kazań |
| Pobeda                  | 1. Moskwa-Szeremietiewo |
| Rossija                 | 1. Krasnojarsk 2. Sankt Petersburg |
| S7 Airlines             | 1. Bangkok-Suvarnabhumi 2. Pekin-Daxing 3. Biszkek 4. Błagowieszczeńsk 5. Brack 6. Czyta 7. Fergana 8. Chabarowsk 9. Chodżent 10. Krasnojarsk 11. Magadan 12. Moskwa-Domodiedowo 13. Nieriungri 14. Norylsk 15. Nowosybirsk 16. Omsk 17. Osz 18. Pietropawłowsk Kamczacki 19. Sankt Petersburg 20. Soczi 21. Talakan 22. Ufa 23. Ułan-Ude 24. Władywostok 25. Jakuck 26. Jekaterynburg 27. Jużnosachalińsk |
| Siberian Light Aviation | 1. Kazaczinskoje 2. Ust-Ilimsk |
| Ural Airlines           | 1. Duszanbe 2. Moskwa-Domodiedowo 3. Osz 4. Jekaterynburg |
| UTair Aviation          | 1. Krasnojarsk |
| UVT Aero                | 1. Tomsk |
| Uzbekistan Airways      | 1. Namangan 2. Taszkent |
| Yakutia Airlines        | 1. Mirny 2. Ufa 3. Jakuck |

### Cargo
| Linia lotnicza        | Kierunek        |
| --------------------- | --------------- |
| China Postal Airlines | Loty czarterowe |
| Volga-Dnepr           | 1. Kolkata      |